# Frauen in Naturwissenschaft und Technik
Frauen in Naturwissenschaft und Technik e. V. (NUT e. V.) ist ein Netzwerk von Frauen, die in naturwissenschaftlichen und technischen Bereichen arbeiten oder studieren. Der Verein wurde 1988 auf dem jährlich stattfindenden Kongress von Frauen in Naturwissenschaft und Technik gegründet. Die Geschäftsstelle ist in Berlin.

## Geschichte und Tätigkeiten
Im Zuge der Frauenbewegung in den 1970er Jahren traten auch Frauen aus naturwissenschaftlichen und technischen Bereichen an die Öffentlichkeit. Sie waren bis dahin „in ihren Berufsfeldern, Studiengängen und an Universitäten "unsichtbar"“. Sie organisierten sich in Interessen- und Berufsfachgruppen und initiierten öffentlichkeitswirksame Aktionen. Der erste Kongress von Frauen in Naturwissenschaft und Technik wurde 1977 veranstaltet. Seit seiner Gründung 1988 organisiert Nut e.V. den jährlichen bundesweiten Kongress. Zum 40. Jubiläum fand 2017 im Deutschen Technikmuseum Berlin eine Tagung unter dem Titel Feministisch 4.40 – 40 Jahre "Frauen in Naturwissenschaft und Technik" (FiNuT) statt.
Laut der Universität Duisburg-Essen (Stand: 2018) hat Nut e.V. ca. 300 Mitglieder aus naturwissenschaftlich-technischen Fächern wie Biologie, Chemie, Physik, Technischer Umweltschutz, Informatik, Agrarwissenschaft, Mathematik und Verfahrenstechnik. Zum fünfköpfigen Vorstand gehört u. a. Helene Götschel. Der Verein fördert und unterstützt Frauen in diesen Bereichen und vertritt ihre Interessen gegenüber der Öffentlichkeit. Weitere Tätigkeiten sind interdisziplinäre Zusammenarbeit sowie Abbau der Diskriminierung von Frauen in Ausbildung und Beruf und feministische Naturwissenschaftskritik.  Eine Schriftenreihe des Vereins erschien zwischen 1991 und 2009 in 12 Bänden im Thalheimer Verlag und wird in Fachliteratur zu Geschlechterforschung und Naturwissenschaften zitiert.
Der Verein ist Mitglied im Dachverband Deutscher Frauenrat und engagiert sich beim Nationalen Pakt für Frauen in MINT-Berufen. Die Geschichte des Vereins wird von der Stiftung Deutsches Technikmuseum Berlin archiviert.